# Член Верховного суда США
Член Верховного суда США — один из судей Верховного суда США, федеральный судья.
Президент США назначает судей «по совету и с согласия» Конгресса. Судьи занимают пост пожизненно или до добровольного выхода в отставку.
Число судей Верховного суда не установлено Конституцией США и менялось на протяжении истории. На момент основания в 1789 году в суде было 6 судей, после 1807 года — 7, после 1837 года — 9. В 1863 году при образовании десятого судебного округа (tenth circuit) число судей увеличилось до 10. В 1866 году суд лишился 3 мест, а с введением Judiciary Act of 1869 количество судей было установлено в 9.